# Gluphisia
Gluphisia — род ночных бабочек из семейства Хохлатки.

## Синонимы
- Eumelia Neumoegen, 1893
- Ceruridia Dyar, 1893
- Glyphidia Agassiz, 1847
- Melia Neumoegen, 1892 (preocc. Bosc, 1813)
- Paragluphisia Djakonov, 1927

## Виды
- Gluphisia avimacula Hudson, 1891
- Шелкопряд тополёвый малый[1] (лат. Gluphisia crenata)  (Esper, 1785)
- Gluphisia lintneri  (Grote, 1877)
- Gluphisia oxiana  (Djakonov, 1927)
- Gluphisia severa Hy. Edwards, 1886
- Gluphisia wrightii Hy. Edwards, 1886